# تسوروگا، فوکوئی
تسوروگا در استان فوکوئی در کشور ژاپن واقع شده‌است که دارای جمعیت ۶۸٬۱۸۸ نفر و مساحت ۲۵۰٫۷۵ کیلومتر مربع با تراکم جمعیت ۲۷۲ نفر در کیلومترمربع است و در تاریخ ۱ آوریل ۱۹۳۷ به عنوان شهر شناخته شد.